# Scoppio di Falconara
Lo scoppio di Falconara si è verificato alle 2:58 del 28 settembre 1922 in una polveriera situata nei dintorni di San Terenzo, frazione del comune di Lerici, in provincia della Spezia, causando circa 143 morti ed oltre 800 feriti. 

## L'esplosione
Nella notte del 28 settembre 1922 la zona del golfo della Spezia era interessata da un violento temporale che si stava protraendo da due giorni. Alle 2:58 un fulmine colpì la batteria di Falconara, struttura che faceva parte del sistema fortificato del Golfo della Spezia ed al cui interno alla fine della prima guerra mondiale erano state stivate 1.500 tonnellate di esplosivo nonostante la sua prossimità al villaggio di San Terenzo. 

Lo scoppio, che fece saltare letteralmente in aria la struttura, causò poi una enorme onda d'urto che travolse non solo i circostanti uliveti ma anche le località di San Terenzo, Lerici, Pitelli, Pertusola, Muggiano, Pugliola causando enormi danni, scoperchiamenti di tetti e circa 150 vittime ed oltre ottocento feriti. Danneggiamenti vennero segnalati anche nel sobborgo spezzino di Fossamastra.
Immediatamente vennero attivati i soccorsi ai quali presero parte sia gli uomini della Regia Marina di stanza alla Spezia, sia le varie pubbliche assistenze dei paesi vicini. Nei giorni seguenti, nonostante la gravità della situazione, si moltiplicarono i gesti di solidarietà da parte delle varie città italiane verso la popolazione civile colpita dalla sciagura. Per quanto riguarda i “protagonisti della ricostruzione” un ruolo fondamentale lo ebbe il presidente della Camera di Commercio, Gervasio Pellegrino Carpanini, già sindaco di Lerici. Attorno a lui ruotarono un consistente numero di autorità, istituzioni, comitati, e privati cittadini, ma un ruolo fondamentale lo assunse il Sindacato Italiano delle Cooperative del Partito Nazionale Fascista, che assunse il controllo politico e finanziario della vicenda. L’opera di ricostruzione, all’inizio guidata da gruppi di fascisti e di ex combattenti, fu proseguita da impresari privati, in rappresentanza della Federazione Fascista. Fu possibile in questa prima fase utilizzare le risorse provenienti dal “fondo” raccolto dal comitato regionale del Soccorso.
Il 4 ottobre successivo vennero celebrati a Spezia i funerali delle vittime alla presenza del presidente del Consiglio Luigi Facta.